# Amblyaspis koreana
Amblyaspis koreana är en stekelart som beskrevs av Choi och Peter Neerup Buhl 2006. Amblyaspis koreana ingår i släktet Amblyaspis och familjen gallmyggesteklar. Inga underarter finns listade i Catalogue of Life.